# Rhorus chrysopygus
Rhorus chrysopygus là một loài tò vò trong họ Ichneumonidae.